# Oxyopes bharatae
Oxyopes bharatae är en spindelart som beskrevs av Gajbe 1999. Oxyopes bharatae ingår i släktet Oxyopes och familjen lospindlar. Inga underarter finns listade i Catalogue of Life.